# Medievil (группа)
Medievil — блэк-метал-группа из Беларуси (Минск). Один из известных представителей белорусской metal сцены. Основана в 1998 году. Пройдя путь от работы в экспериментальной смеси жанров black и death metal c фэнтэзийной лирикой до психоделического black metal с элементами industrial, группа записала несколько альбомов и приобрела известность благодаря своей концепции (темный импрессионизм, мизантропия, экзистенция, ядовитый сарказм) и характерному резкому звучанию.

## История

### 1998—2000
Bes Trefoil и Bretors основали группу в 1998 году в Минске, Беларусь. Первый состав (Bretors — гитара, вокал; Bes Trefoil — барабаны; Svelt — соло-гитара и клавишные; Xvost — бас) был набран к осени этого же года, и в то же время началась работа над собственным материалом. Уже в 1999-м Medievil выходит на сцену. Музыка представляла собой оригинальную смесь мелодичного black и death metal. Лирика была «мрачной сказкой для взрослых» на около-фэнтэзийную тематику. Осенью 1999-го было записано демо «Dragon’s Fire» как преддверие к предстоящему альбому. В 2000 году группа дебютировала альбомом «Black Rat’s Liturgy». Этот альбом сделал группу известной на белорусской metal-сцене.

### 2001-настоящее время
Осенью 2001 года в результате внутренних противоречий первый состав Medievil распадается на две группы — Medievil (Bes Trefoil, Xvost) и The Tzar (Bretors, Svelt). Вскоре The Tzar прекратил существование. После этого раскола Bes Trefoil стал основным автором музыки и лирики Medievil, перейдя на гитару и вокал. Музыка существенно поменялась в сторону более тяжелого black metal. С осени 2001-го по весну 2002 года велась запись второго альбома группы — «Across The Gloomy Realm». Зимой 2002-го «Магільны Сон» — одна из песен с него — была выпущена как сингл в промоцелях. «Across The Gloomy Realm» принес группе известность не только в Беларуси, но и за рубежом.
Летом 2003 года был снят первый видеоклип Medievil на песню «К Чертям!», представленный в Беларуси на «Первом Национальном Телеканале». Однако, из-за неформатности музыки, этот клип распространялся, в основном, через Интернет и на CD. Впоследствии «К Чертям!» стала «визитной карточкой» коллектива. Альбом «Across The Gloomy Realm» издан немецким лейблом Kulturwerk совместно с латышским лейблом Beverina как сплит с Urskumug в формате digipack.
С осени 2003-го по зиму 2006 года велась работа над альбомом «Atruta» («Яд» на белорусском). Альбом представляет собой психоделический экспериментальный black metal с элементами industrial, ambient, death и thrash metal. Коллективом данная работа воспринимается как новый виток в творческом развитии. К моменту готовности альбома были сняты клипы «Blood Comes Black» (постановочный клип с динамичным монтажом и спецэффектами) и «In Gloom And Spikes» (концертное видео и студийный звук).
«Atruta» издан весной 2007 года украинским лейблом Griffin Music и распространяется по всему миру через дистрибьюторскую сеть. Этот диск получил положительные отзывы музыкальных журналов и порталов: Lords Of Metal, The Metal Crypt, Terroraiser, Supernal Music, Iron Will, Casus Belli, Metal Art, Froster, УкрТяжМет и других, — а также принес группе репутацию концептуальной арт-формации. На протяжении деятельности Medievil концертный состав неоднократно менялся, но основным сочинителем музыки и концепций Medievil оставался Bes Trefoil.
В 2009 году ожидался выпуск DVD «Medievil Atruta Visions», который должен был включать в себя документальный фильм «Medievil Atruta Documentary», концертное видео коллектива и его видеоклипы. В этом же году намечался выход следующего полноформатного альбома Medievil под рабочим названием Murk Dredge (Взвесь Сумрака). Однако ни DVD, ни новый альбом выпущены не были.

## Концепция
Идеи, воплощенные в музыке, покрывают широкий спектр «темных», «странных», «сверхъестественных» и «сумеречных» аспектов мироздания, временами рассматривая различные мировоззрения как разные грани единого целого. В нескольких словах, темы, затрагиваемые Medievil, это (но не только) темный импрессионизм, мизантропия, мистицизм, ядовитый сарказм, внутренняя философия и экзистенциальные вопросы. Участники группы не изображают из себя «истинное зло», или какой-либо другой вид такого незрелого имиджа. Позиция Medievil — это принятие и развитие разных (иногда даже противоположных) сторон, независимо от тренда и андеграундной моды.
Наряду с записью музыки Medievil подчеркивает значимость видеоискусства. Medievil имеет смелость расширять границы black metal. Это касается не только идей, но и музыкальных форм. Главное — сохранять специфическую атмосферу и настроение: «Важна суть, а не форма.»

## Дискография
- 1999 — Dragon’s Fire (демо)
- 2000 — Black Rat’s Liturgy (EP)
- 2002 —  Магільны Сон (сингл)
- 2002 — Across The Gloomy Realm (полноформатный)
- 2005 — Across The Gloomy Realm — сокращенная версия альбома, сплит с Urskumug, издан Beverina / Kulturwerk лимитированным тиражом, формат Digipack CD-Extra с видеоклипом «К Чертям!».
- 2006 — Atruta — полноформатный, издан Griffin Music в апреле 2007 года, формат CD-Extra с видеоклипами «Blood Comes Black» и «In Gloom And Spikes» в качестве бонуса.

## Видеоклипы
- 2003 — К Чертям!
- 2006 — Blood Comes Black
- 2006 — In Gloom And Spikes

## Участники
- Студийно:
  - Bes Trefoil — вокал, гитара, бас, синтезатор, барабаны.
- Концертно:
  - Bes Trefoil — вокал, гитара
  - Thorngrim — бас
  - Nil Mast — гитара